# Quadricalcarifera leucophaeus
Quadricalcarifera leucophaeus är en fjärilsart som beskrevs av Rothschild 1917. Quadricalcarifera leucophaeus ingår i släktet Quadricalcarifera och familjen tandspinnare. Inga underarter finns listade.